# Unité urbaine d'Aubenas
L'unité urbaine d'Aubenas est une agglomération française centrée sur la commune d'Aubenas, en Ardèche.

## Données générales
En 2010, selon l'INSEE, l'unité urbaine d'Aubenas, qui est située dans le département de l'Ardèche, est composée de vingt-trois communes.
En 2020, à la suite d'un nouveau zonage, elle est composée de vingt-deux communes, la commune de Chirols ayant été retirée du périmètre.
En 2022, avec 42 342 habitants, elle représente la 1re unité urbaine du département de l'Ardèche et occupe le 22e rang dans la région Auvergne-Rhône-Alpes, se classant après l'unité urbaine de Sallanches (21e rang) et avant l'unité urbaine d'Albertville (23e rang).
En 2021, sa densité de population s'élève à 204 hab/km2. Par sa superficie, elle ne représente que 3,74 % du territoire départemental mais, par sa population, elle regroupe 12,72 % de la population du département de l'Ardèche en 2021, soit plus d'un habitant sur dix.

## Composition selon la délimitation de 2020
Elle est composée des vingt-deux communes suivantes :
| Nom                         | Code Insee | Département | Statut       | Superficie (km2) | Population (dernière pop. légale) | Densité (hab./km2) | Modifier                                    |
| --------------------------- | ---------- | ----------- | ------------ | ---------------- | --------------------------------- | ------------------ | ------------------------------------------- |
| Aubenas (ville-centre)      | 07019      | Ardèche     | ville-centre | 14,32            | 12 488 (2022)                     | 872                | modifier les données · modifier les données |
| Chassiers                   | 07058      | Ardèche     | banlieue     | 12,26            | 992 (2022)                        | 81                 | modifier les données · modifier les données |
| Joyeuse                     | 07110      | Ardèche     | banlieue     | 13,04            | 1 760 (2022)                      | 135                | modifier les données · modifier les données |
| Labégude                    | 07116      | Ardèche     | banlieue     | 3,12             | 1 376 (2022)                      | 441                | modifier les données · modifier les données |
| Lablachère                  | 07117      | Ardèche     | banlieue     | 26,38            | 2 214 (2022)                      | 84                 | modifier les données · modifier les données |
| Lachapelle-sous-Aubenas     | 07122      | Ardèche     | banlieue     | 10,12            | 1 840 (2022)                      | 182                | modifier les données · modifier les données |
| Largentière                 | 07132      | Ardèche     | banlieue     | 7,22             | 1 496 (2022)                      | 207                | modifier les données · modifier les données |
| Laurac-en-Vivarais          | 07134      | Ardèche     | banlieue     | 8,97             | 1 045 (2022)                      | 116                | modifier les données · modifier les données |
| Mercuer                     | 07155      | Ardèche     | banlieue     | 7,57             | 1 315 (2022)                      | 174                | modifier les données · modifier les données |
| Montréal                    | 07162      | Ardèche     | banlieue     | 6,15             | 569 (2022)                        | 93                 | modifier les données · modifier les données |
| Rosières                    | 07199      | Ardèche     | banlieue     | 16,29            | 1 307 (2022)                      | 80                 | modifier les données · modifier les données |
| Saint-Didier-sous-Aubenas   | 07229      | Ardèche     | banlieue     | 2,76             | 924 (2022)                        | 335                | modifier les données · modifier les données |
| Saint-Étienne-de-Fontbellon | 07231      | Ardèche     | banlieue     | 9,51             | 2 894 (2022)                      | 304                | modifier les données · modifier les données |
| Saint-Julien-du-Serre       | 07254      | Ardèche     | banlieue     | 9,78             | 874 (2022)                        | 89                 | modifier les données · modifier les données |
| Saint-Privat                | 07289      | Ardèche     | banlieue     | 6,13             | 1 664 (2022)                      | 271                | modifier les données · modifier les données |
| Saint-Sernin                | 07296      | Ardèche     | banlieue     | 5,78             | 1 842 (2022)                      | 319                | modifier les données · modifier les données |
| Tauriers                    | 07318      | Ardèche     | banlieue     | 4,51             | 203 (2022)                        | 45                 | modifier les données · modifier les données |
| Ucel                        | 07325      | Ardèche     | banlieue     | 5,54             | 2 031 (2022)                      | 367                | modifier les données · modifier les données |
| Uzer                        | 07327      | Ardèche     | banlieue     | 3,51             | 418 (2022)                        | 119                | modifier les données · modifier les données |
| Vals-les-Bains              | 07331      | Ardèche     | banlieue     | 19,20            | 3 479 (2022)                      | 181                | modifier les données · modifier les données |
| Vernon                      | 07336      | Ardèche     | banlieue     | 3,71             | 223 (2022)                        | 60                 | modifier les données · modifier les données |
| Vinezac                     | 07343      | Ardèche     | banlieue     | 10,91            | 1 388 (2022)                      | 127                | modifier les données · modifier les données |

## Démographie
| 1968   | 1975   | 1982   | 1990   | 1999   | 2010   | 2015   | 2021   |
| ------ | ------ | ------ | ------ | ------ | ------ | ------ | ------ |
| 31 368 | 33 900 | 34 870 | 35 387 | 35 972 | 39 207 | 41 295 | 42 141 |